# Dark Is the Season
Dark Is the Season (česky Temná je sezóna) je první EP britské death metalové kapely Benediction. Vydáno bylo v roce 1992 hudebním vydavatelstvím Nuclear Blast Records. EP vyšlo i na audiokazetě. Pro úvodní skladbu Foetus Noose byl vytvořen videoklip.
Jelikož kapelu v roce 1991 opustil baskytarista Paul Adams, part pro tento nástroj nahráli na EP oba kytaristé Darren Brookes a Peter Rewinski.

## Seznam skladeb
1. Foetus Noose – 4:31
2. Forged in Fire (Anvil cover) – 4:45
3. Dark is the Season – 5:37
4. Jumping at Shadows – 6:02
5. Experimental Stage – 3:53

## Sestava
- Dave Ingram – vokály
- Darren Brookes – kytara, baskytara
- Peter Rewinski – kytara, baskytara
- Ian Treacy – bicí